# El disputado voto del señor Cayo (pel·lícula)
El disputado voto del Sr. Cayo és una pel·lícula espanyola de 1986 dirigida per Antonio Giménez-Rico, basada en la novel·la homònima que Miguel Delibes va escriure en 1978.

## Argument
Durant les eleccions de 1977, les primeres democràtiques a Espanya posterior a la mort de Franco, un candidat del PSOE (Juan Luis Galiardo) viatja al costat de dos joves militants fins a uns petits pobles del nord de la província de Burgos, on coneixen a l'alcalde d'una vila de tres habitants, el senyor Cayo (Francisco Rabal).

## Trama
La narrativa transcorre entre dos moments històrics, un just abans de les eleccions de 1977, filmat en color, i un altre, uns anys després, filmat en blanc i negre. Víctor, o "V. V." (Juan Luis Galiardo), vell militant socialista que ha passat bona part del tardofranquisme empresonat pels seus actes de protesta contra el règim, és presentat a les eleccions de 1977 com a candidat a diputat per la província de Burgos, en la qual haurà de fer campanya per una sèrie de pobles petits. En el viatge li acompanyen dos militants joves, Lali (Lydia Bosch) i Rafa (Iñaki Miramón). De sobte, descobreixen que no són l'única entitat política intentant promocionar-se entre els habitants de l'entorn rural, trobant-se amb nombroses octavetes de candidatures rivals, alhora que propaganda ultradretana.
Els tres arriben a un llogaret despoblat, en la qual es troben amb el Sr. Cayo (Francisco Rabal), alcalde d'aquesta. Els acull i els informa que només queden dues persones al poble a més d'ell; la primera, la seva esposa, una dona muda (Moliner), el segon, un home amb el qual aparentment no ha parlat en molts anys.
Després de passar el dia amb ell, aprenent sobre les diferents tradicions i maneres de vida que el Sr. Cayo i la seva dona encara conserven, Rafa es frustra, no entenent com pot viure gent tan allunyada dels esdeveniments polítics que li interessen a ell. Discuteixen tots llargament, però són interromputs per l'arribada d'una colla de joves ultradretans, que els assetgen i copegen a manera d'intimidació abans de deixar-se anar pel mateix camí d'on havien arribat. Rafa sembla distanciar-se, mentre V. V. i Lali discuteixen sobre el desencantament que asseguin sobre el seu rol com a representants polítics en un país les maneres del qual de vida no paren de canviar.
Anys després, Rafa i Lali es troben en el funeral de V. V. i discuteixen sobre la idea de tornar a visitar al Sr. Cayo, tal com li ho havien promès l'última vegada que es van veure. Rafa, involucrat ara plenament en la maquinària del partit, sembla escèptic, però a la fi decideix anar. Es troba amb el Sr. Cayo, però l'home, ara sí, es troba completament sol. Rafa intenta parlar amb ell, però notant que l'ancià està molt malalt, decideix telefonar a una ambulància perquè el portin a un centre mèdic. La pel·lícula acaba amb Rafa, visiblement més vell d'aspecte, caminant de nou cap al seu automòbil pels carrers del llogaret ara completament deserts (amb l'excepció d'un gos, del qual se suposa el Sr. Cayo havia cuidat). En un mur, Rafa pinta sobre el lloc on havien penjat els cartells els ultradretans les sigles "V. V."

## Repartiment
- Juan Luis Galiardo - Víctor
- Francisco Rabal - Sr. Cayo
- Lydia Bosch - Lali
- Iñaki Miramón - Rafa
- Eusebio Lázaro
- Mari Paz Molinero